# Landgraviat de Brisgau

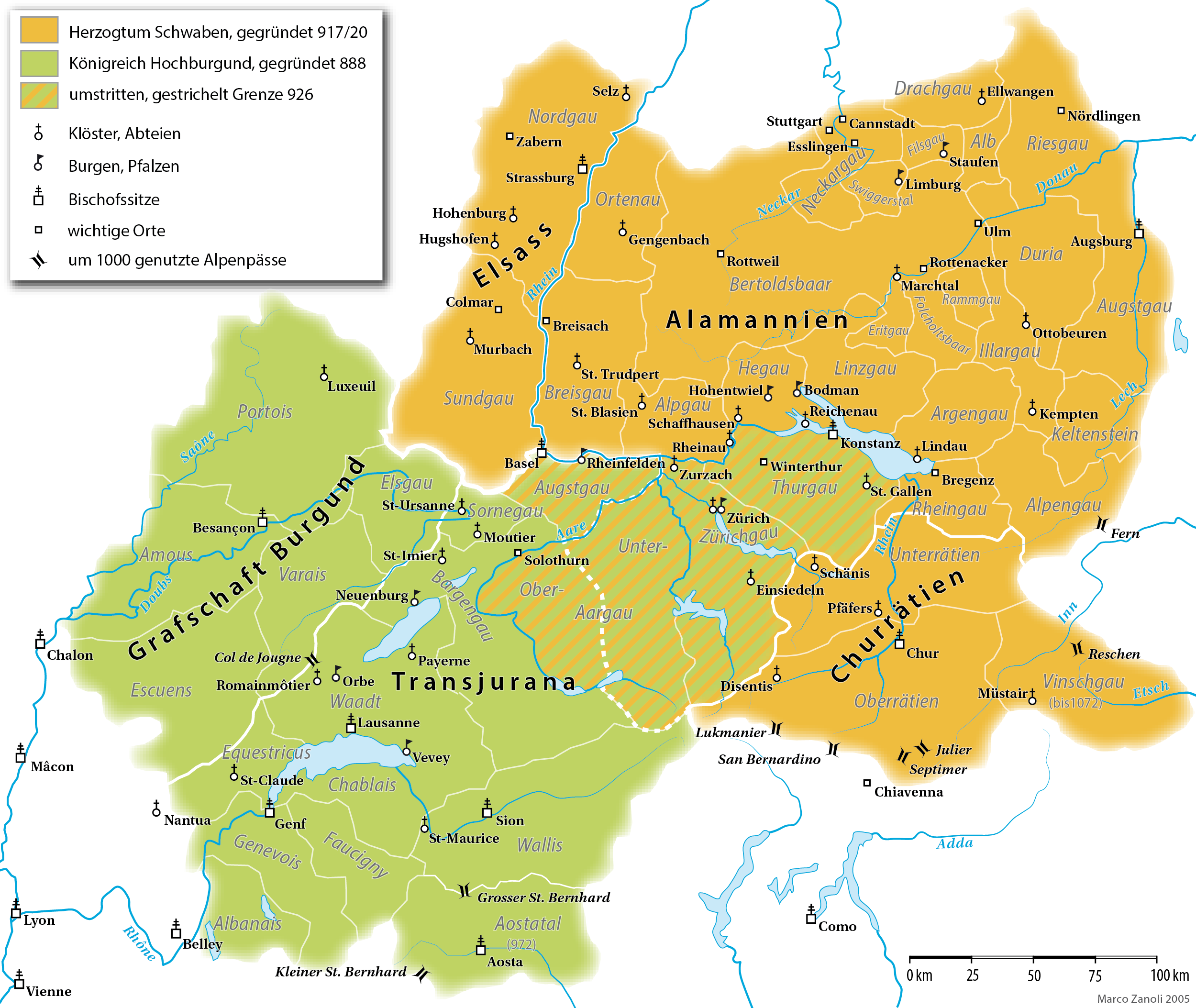
Une carte (en allemand) du duché d'Alamanie et du royaume de Haute-Bourgogne au Xe siècle.

La landgraviat de Brisgau (en allemand : Landgrafschaft Breisgau) était un landgraviat du Saint-Empire romain germanique. Son territoire recouvrait les possessions de la maison de Habsbourg en Brisgau. Il relevait de l'Autriche antérieure et du cercle impérial d'Autriche. Sa capitale était Fribourg (Freiburg).
Le landgraviat était divisé en Bas-Quartier — ou Brisgau proprement dit  — et Haut-Quartier.
Il comprenait :
1. l'abbaye-princière de Saint-Blaise ;
2. le grand-prieuré de Heitersheim (en) ;
3. l'abbaye de Schuttern ;
4. l'abbaye Saint-Trudpert ;
5. l'abbaye Saint-Pierre dans la Forêt-Noire ;
6. l'abbaye d'Ettenheimmünster ;
7. la commanderie de Fribourg ;
8. le chapitre collégial de Waldkirch ;
9. Le chapitre de Säckingen ;
10. Tennenbach ;
11. Olsberg ;
12. Wonnenthal.

Il comprenait aussi six seigneuries dont celles de Kürnberg et de Triberg.
Le Bas-Quartier comprenait les neuf villes de Fribourg, Brisach (auj. Vieux-Brisach), Villingen (auj. Villingen-Schwenningen), Bräunlingen, Neuenburg, Kenzingen, Endingen, Burkheim (commune actuelle de Vogtsburg im Kaiserstuhl) et Waldkirch.
Le Haut-Quartier comprenait les quatre villes forestières de Laufenburg, Rheinfelden, Säckingen et Waldshut, le comté de Hauenstein (de), les deux seigneuries de Laufenburg et Rheinfelden, la commanderie de Beuggen ainsi que les biens du chapitre de la collégiale Saint-Martin de Rheinfelden.